# Mede, Lombardiet
Mede är en ort och kommun i provinsen Pavia i regionen Lombardiet i Italien. Kommunen hade 6 524 invånare (2018).